# SLV–3 hordozórakéta
Az SLV–3 hordozórakéta (angolul: Satellite Launch Vehicle; उपग्रह प्रक्षेपण यान) indiai hordozórakéta, kifejezetten könnyű műholdak szállítására.

## Története
Az Indiai Űrkutatási Szervezet (ISRO) az 1970-es évektől több mint hét évig tartó fejlesztés során az 1200 tudósból, mérnökből, technikusból csak 20-an tanultak külföldön, erőfeszítésük eredményeként Indiának önálló hordozóeszközt állítottak elő. A tervezési, gyártási körülmények gyerekcipőben jártak. Nem voltak számítógépek, csak mechanikus számológépek, lyukkártyás rendszer segítsége nagyon lassú volt. A hajtóanyag stabilitásának kísérletei egy fészerben, 40 °C-os hőmérsékleten történtek. A tudósok, mérnökök egy katolikus templomban és a környező fészerekben vagy istállókban végezték munkájukat.
Első indításra Sriharikota rakétabázisról 1979. augusztus 10-én, az utolsó 1983. április 17-én volt. Indítások száma 4, sikertelen 2 kilövés.

## SLV–3
Olcsó, könnyen kezelhető, megbízható elvekre épülve szilárd hajtóanyagú, 4 fokozatú rakétát alkottak. Induló tömege 17,61 tonna, hossza 24,2, átmérője 1 méter. Könnyű, 40 kilogrammos műholdak indítására alkalmas, 400 km magasságú pályára. Minden fokozat egy darab szilárd hajtóművel rendelkezett. A sorozatgyártás érdekében szabványosított elemekből készült. A közel 10 éves kísérleti szakaszban szerzett tapasztalatokkal megkezdődhetett egy erősebb hordozórakéta fejlesztése.
Első alkalommal 1980. július 18-án a Rohini–1 kísérleti műholdat állította pályára. A sikeres pályára állítással a tervezett programot teljesítették, a kutatási program mellé kialakult a tervezői- és gyártói háttér. Eredményesen tesztelték a rakéta- és a kiszolgáló rendszert, a vezető- illetve követő állomások együttműködését. Ezzel India a hetedik állam lett, ami saját hordozóeszközzel műholdat juttatott a világűrbe.

### 1. fokozat
Jele SLV-3-1, hajtóanyaga szilárd, egy motor dolgozott benne. Tolóerő 502,6 kilonewton, működési idő 49 másodperc.

### 2. fokozat
Jele SLV-3-2, hajtóanyaga szilárd, egy motor dolgozott benne. Tolóerő 267 kilonewton, működési idő 40 másodperc.

### 3. fokozat
Jele SLV-3-3, hajtóanyaga szilárd, egy motor dolgozott benne. Tolóerő 90,7 kilonewton, működési idő 45 másodperc.

### 4. fokozat
Jele SLV-3-4, hajtóanyaga szilárd, egy motor dolgozott benne. Tolóerő 26,83 kilonewton, működési idő 33 másodperc.

## Külső hivatkozások
- SLV–3. spacefacts.de. [2009. október 27-i dátummal az eredetiből archiválva]. (Hozzáférés: 2014. március 23.)
- SLV–3. dos.gov.in. [2014. február 1-i dátummal az eredetiből archiválva]. (Hozzáférés: 2014. március 23.)
- SLV–3. hindu.com. [2014. március 24-i dátummal az eredetiből archiválva]. (Hozzáférés: 2014. március 23.)
- SLV–3. astronautix.com. (Hozzáférés: 2025. augusztus 13.)